# 로드리고 이 가브리엘라
로드리고 이 가브리엘라(Rodrigo y Gabriela)는 멕시코의 혼성 듀오이다.